# Telefongespräch

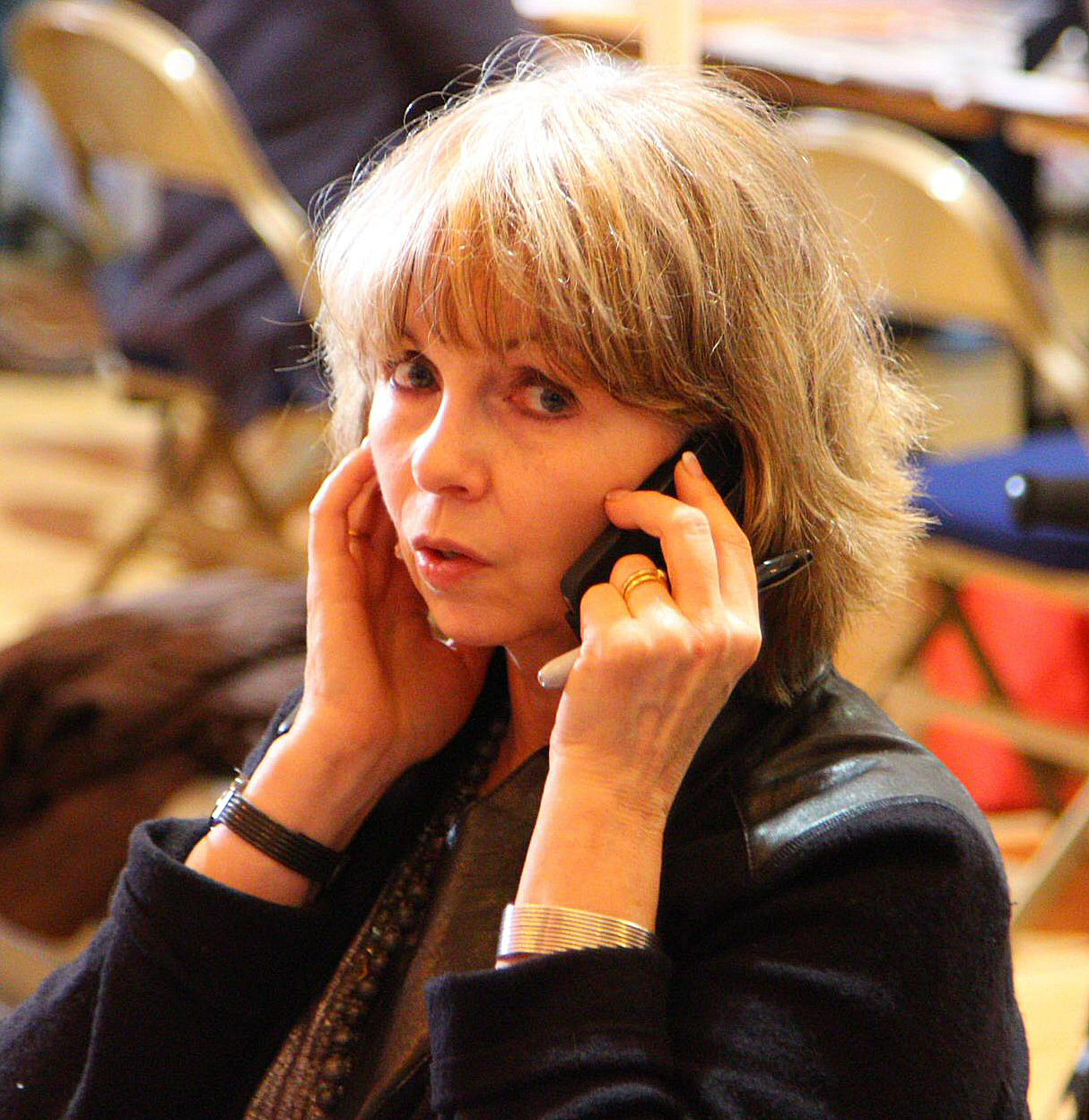
Lalla Ward am Telefon

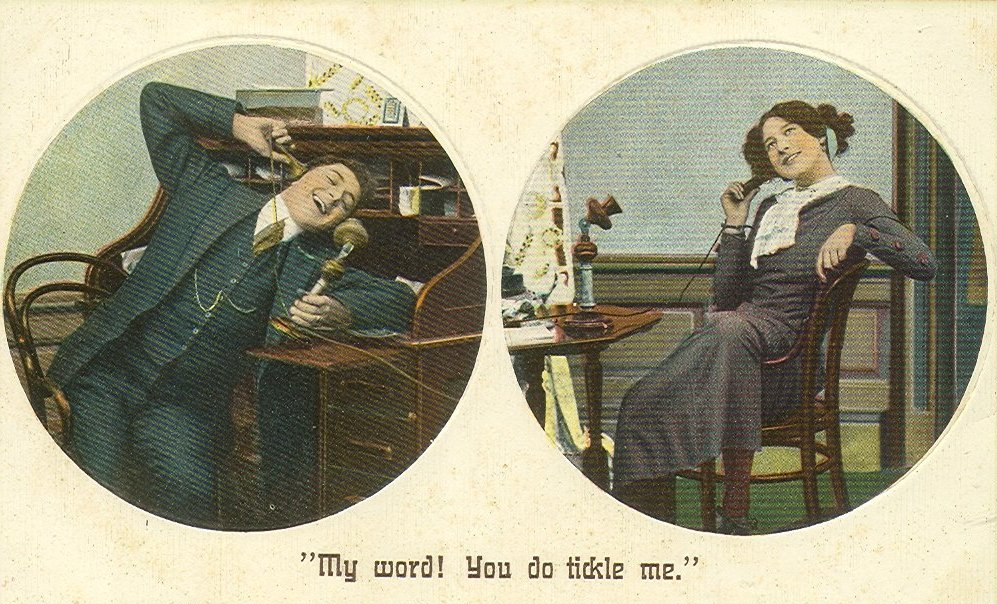
Telefongespräch mit zwei Teilnehmern (historisch)

Unter einem Telefongespräch oder Telefonat versteht man die Sprachkommunikation von zwei Teilnehmern über das Telefonnetz.
Damit ein Telefongespräch durchgeführt werden kann, muss eine Verbindung zwischen den Teilnehmern aufgebaut werden. Während ihrer Kommunikation muss diese Verbindung gehalten und zum Schluss wieder abgebaut werden.
Ein Telefongespräch ist immer zeitlich begrenzt. Dieses technische Prinzip ist unabhängig von der Art des gewählten Netzes. Hierbei wird zwischen Festnetz, IP-Telefonie und Mobilfunknetz unterschieden.

## Technischer Ablauf
Damit ein Teilnehmer ein Telefongespräch mit einem anderen Teilnehmer führen kann, ist eine Vielzahl von Aktionen im Telefonnetz erforderlich:
1. Der anrufende Teilnehmer (A-Teilnehmer) muss einen Zugang zum Telefonnetz erhalten
2. Der anrufende Teilnehmer muss – im Regelfall durch Eingabe einer Rufnummer – dem Telefonnetz mitteilen, mit welchem Teilnehmer er ein Telefongespräch führen möchte.
3. Das Telefonnetz muss anhand der Rufnummer abklären, wo der angerufene Teilnehmer (B-Teilnehmer) zu finden ist und ob ein Verbindungsaufbau zum gewünschten Teilnehmer möglich ist.
4. Das Telefonnetz muss dem B-Teilnehmer mitteilen, dass ein Gesprächswunsch für ihn vorliegt.
5. Nimmt dieser das Gespräch an, müssen Sprachkanäle zwischen beiden Teilnehmern geschaltet werden.
6. Während des Gesprächs muss das Telefonnetz, soweit möglich, die Sprachkanäle zwischen beiden Teilnehmern aufrechterhalten.
7. Nach Beendigung des Gesprächs müssen diese Sprachkanäle wieder abgebaut werden.
8. Spätestens nach Gesprächsende muss das Telefonnetz alle Daten zur Erhebung der Gebühren gesammelt haben.

Ein Großteil dieser Aktionen zum Führen eines Telefongesprächs sind Signalisierungsoperationen. Sie beinhalten entweder eine Kommunikation eines Teilnehmers mit dem Telefonnetz über das Endgerät (Endgeräte-Signalisierung) oder eine Kommunikation innerhalb des Telefonnetzes (Netz-Signalisierung).

Prinzipielle Struktur des Festnetzes

Prinzipielle Struktur des Mobilfunknetzes

Diese Aktionen finden zum großen Teil innerhalb von Sekundenbruchteilen vor und nach dem eigentlichen Teilnehmergespräch statt. Während des Gesprächs finden im Telefonnetz nur noch wenige Aktionen statt, lediglich Aktionen zum Überprüfen und Aufrechterhalten des Gesprächs sind dann erforderlich.
Die Signalisierungsoperationen der Netz-Signalisierung finden in heutigen Telefonnetzen in einem eigenen SS7-Signalisierungsnetzwerk statt, das getrennt von den Sprachkanälen aufgebaut ist. In größeren Telefonnetzen wird das Signalisierungsnetzwerk von Signalling Transfer Points (STP) gebildet, die über das SS7-Protokoll miteinander kommunizieren. An dieses Signalisierungsnetzwerk sind die Netzelemente des Sprachnetzes angeschlossen. Das Sprachnetz wird im Festnetz von Vermittlungsstellen (VST) gebildet, in Mobilfunknetz von Mobile Switching Centern (MSC).
Die Endgeräte-Signalisierung erfolgt je nach Endgerätetechnik unterschiedlich. Bei ISDN-Telefonen beispielsweise mittels DSS1-Protokoll, bei analogen Telefonen hingegen mit dem Mehrfrequenzwahlverfahren oder dem älteren Impulswahlverfahren.

## Telefongespräch im Festnetz

### Zugang zum Telefonnetz
In dichter besiedelten Gebieten ist im Festnetz meist für jeden Teilnehmer eine Teilnehmeranschlussleitung zur Ortsvermittlungsstelle (OVST) vorhanden.

Nimmt ein Teilnehmer mit einem Analogtelefon den Telefonhörer ab, so registriert dies die OVST, aktiviert den Sprachkanal zum anrufenden Teilnehmer und legt den Wählton an.

Bei ISDN-Telefonen wird das Abnehmen des Telefonhörers über den Signalisierungskanal (D-Kanal) zur OVST signalisiert, worauf diese einen Sprachkanal (B-Kanal) zum anrufenden Teilnehmer aktiviert. Der Teilnehmer hört dann den Wählton.
In ländlichen Gebieten sind oft Konzentratoren der OVST vorgeschaltet. Hierbei werden weniger Teilnehmeranschlussleitungen vorgehalten als Teilnehmer existieren. Nimmt ein Teilnehmer den Hörer ab, sucht der Konzentrator eine freie Teilnehmeranschlussleitung zur OVST und verbindet hierüber den Teilnehmer mit der OVST. Nun ist die OVST bereit, gewählte Ziffern des Teilnehmers entgegenzunehmen. Ist keine Leitung zur OVST mehr verfügbar, erhält der anrufende Teilnehmer ein Gassenbesetzt-Signal.

### Wahl der Zielrufnummer
Die Ziffern der gewählten Rufnummer werden entweder einzeln oder als Block (bei sogenannter Blockwahl) zur OVST übertragen. Bei Analogtelefonen erfolgt dies über Töne (beim Mehrfrequenzwahlverfahren) oder Pulse (beim Impulswahlverfahren), bei ISDN-Telefonen über Nachrichten auf dem D-Kanal.
Die OVST analysiert die Rufnummernsignalisierung und speichert die bisher gewählten Ziffern. Ist die Mindestanzahl an Ziffern empfangen, beginnt die OVST mit der Rufnummernanalyse (Die Mindestanzahl ist – zumindest in Deutschland – meistens drei, da die kürzesten vorkommenden Rufnummern aus drei Ziffern bestehen, zum Beispiel „110“ und „112“).

### Finden des angerufenen Teilnehmers
Zur Rufnummernanalyse besitzt jede OVST eine Rufnummernliste (Routing-Tabelle), in der die Aktionen verzeichnet sind, die die OVST bei bestimmten Rufnummern(-Anfängen) durchführen soll. Reicht die Anzahl der gewählten Ziffern nicht aus, um eine Aktion zu bestimmen, wartet die OVST bis genügend Ziffern eingetroffen sind und führt dann die Analyse fort.
Sind genügend Ziffern eingetroffen, führt die OVST die für diese Ziffern vorgesehene Aktion aus. Meist besteht die Aktion darin, die Gesprächsinformationen an eine andere Vermittlungsstelle, zum Beispiel an eine Fernvermittlungsstelle (FVST), weiter zu signalisieren. Dort werden ebenfalls die bisher gewählten Ziffern analysiert. Reicht die Anzahl der gewählten Ziffern nicht aus, um auf der FVST zu entscheiden, wie das Gespräch behandelt werden soll, werden von der FVST weitere Ziffern von der OVST angefordert. Sind genügend Ziffern eingetroffen, wird die Analyse fortgeführt.
Diese Prozedur wiederholt sich, wenn von der FVST der Anruf an weitere Vermittlungsstellen weitergeleitet wird, bis endlich die Zielvermittlungsstelle gefunden ist, über die der angerufene Teilnehmer zu erreichen ist.
Ist der angerufene Teilnehmer nicht in der Zielvermittlungsstelle vorhanden, die für seinen Rufnummernbereich vorgesehenen ist (zum Beispiel weil er beim Umzug seine Rufnummer in den Bereich einer anderen Ortsvermittlungsstelle des Ortsnetzes mitgenommen hat, oder weil er zu einer anderen Telefongesellschaft gewechselt hat), so wird über eine Abfrage am Service Control Point (SCP) herausgefunden, in welcher Zielvermittlungsstelle oder bei welchem Netzbetreiber der Teilnehmer zu finden ist. Dorthin wird dann die Rufnummer signalisiert.
Für Sonderrufnummern werden bei der Analyse der Rufnummer zusätzliche Aktionen durchgeführt:
Bei Einwahlnummern ins Internet werden Datenverbindungen zum entsprechenden Internetdienstanbieter aufgebaut.
Kurzwahlen, wie zum Beispiel die Notrufnummern 110 und 112, werden in die zugehörige Langrufnummer übersetzt (in den Fällen von 110 und 112 ist das die Rufnummer der entsprechenden Notrufzentrale). Für alle weiteren Analysen wird dann die Langrufnummer an Stelle der gewählten Kurzwahl benutzt.
Für Dienste-Rufnummern (0137x, 0180x, 0700x, 0800x, 0900x) wird am Service Control Point (SCP) die zugehörige Langrufnummer erfragt und diese an Stelle der gewählten Rufnummer benutzt. Ebenso werden die im SCP abgespeicherten Tarife für diese Nummern für das aktuelle Telefongespräch übernommen.

### Verbindungsaufbau möglich?
Bei der Analyse der Rufnummer in der OVST wird überprüft, ob der anrufende Teilnehmer die angerufene Nummer überhaupt wählen darf. Notfalls wird der Gesprächsaufbau abgebrochen (zum Beispiel dann, wenn der anrufende Teilnehmer mehrfach seine Rechnung nicht bezahlt hat, sind bis auf Notrufnummern alle Rufnummern gesperrt).
Zusammen mit dem Finden eines Weges von der OVST des anrufenden Teilnehmers zu OVST des angerufenen Teilnehmers wird auch überprüft, ob für das angestrebte Gespräch noch freie Sprachkanäle zur Verfügung stehen. Sind noch Leitungen frei, werden die erforderlichen Leitungen für das gewünschte Gespräch reserviert. Stehen keine freien Leitungen zur Verfügung, sind in den Routingtabellen der Vermittlungsstellen Alternativwege aufgeführt, über die die Zielvermittlungsstelle auch noch erreicht werden kann. Ist auch in den Alternativwegen keine freie Leitung vorhanden, wird der Gesprächsaufbau mit „Gassenbesetzt“ abgebrochen.
Von der Zielvermittlungsstelle wird überprüft, ob der angerufene Teilnehmer angerufen werden kann. Ist der Anschluss besetzt, wird dem anrufenden Teilnehmer von seiner OVST ein Besetztton vorgespielt und alle reservierten Sprachkanäle werden wieder freigegeben.
Ist die Rufnummer nicht vorhanden oder der Anschluss gar abgemeldet, wird dem anrufenden Teilnehmer von seiner OVST eine entsprechende Ansage vorgespielt, und alle reservierten Sprachkanäle werden wieder freigegeben.
Treten keine Probleme auf, wird von der Zielvermittlungsstelle ein durchgehender Sprachkanal zum anrufenden Teilnehmer gesucht und reserviert. Wird auch unter Zuhilfenahme von Alternativrouten kein freier Sprachkanal gefunden, wird der Gesprächsaufbau mit „Gassenbesetzt“ abgebrochen.

### Klingeln beim angerufenen Teilnehmer
Ist der angerufene Teilnehmer gefunden, und kann ein Gespräch zu ihm aufgebaut werden, so wird von seiner OVST ein Klingelsignal an seinem Telefon angelegt. Dieses wird auch der OVST des anrufenden Teilnehmers signalisiert, so dass diese nun ihrerseits diesem einen Rufton vorspielt. Klingelsignal und Rufton sind voneinander unabhängig, ein „Nachrichtenaustausch“ über das Klingeln ist nur bedingt möglich (Absprachen wie: „Wenn ich gut angekommen bin, lasse ich es dreimal klingeln“ funktionieren nicht zuverlässig, denn wenn es beim anrufenden Teilnehmer dreimal „tutet“, kann es beim angerufenen Teilnehmer schon viermal geklingelt haben oder erst zweimal).

### Schalten der Sprachkanäle
Nimmt der angerufene Teilnehmer ab, so werden Klingelton und Rufzeichen beendet und die Sprachkanäle für den Hin- und Rückweg freigeschaltet: Das Telefongespräch kann beginnen.
Gleichzeitig wird in der OVST des anrufenden Teilnehmers ein sogenanntes „Charging-Record“ für die Gebührenabrechnung abgelegt. Hierin werden die Rufnummern der beiden Teilnehmer, der Anfangszeitpunkt des Gesprächs, sowie die Art der Verbindung (zum Beispiel Sprachübertragung, Fax, Datenverbindung) abgelegt.
Befindet sich der angerufene Teilnehmer im Netz einer anderen Telefongesellschaft, so werden in den Netzübergangsvermittlungsstellen sogenannte „Accounting-Records“ für die Gebührenabrechnung der Telefongesellschaften untereinander angelegt. Hierin werden ebenfalls die Rufnummern der beiden Teilnehmer, der Anfangszeitpunkt des Gesprächs sowie die Art der Verbindung abgelegt.

### Durchführen des Teilnehmergesprächs
Mit dem Durchschalten der Sprachkanäle endet der erste Signalisierungsanteil des Telefongesprächs, der Rufaufbau. Das Telefongespräch tritt nun signalisierungstechnisch in die sogenannte „stabile Phase“ ein, in der die Teilnehmer miteinander kommunizieren.
Während sich die Teilnehmer unterhalten, führt das Telefonnetz nur wenige Aktionen durch. Hat der anrufende Teilnehmer einen Gebührenanzeiger aktiviert, so werden mit den Tarifparametern des Gesprächs (die Rufnummern der beiden Teilnehmer, Uhrzeit, Art der Verbindung) Gebührenzähler in der OVST hochgezählt und die Ergebnisse der Gebührenzählung regelmäßig an den Anrufenden übermittelt.
Gleiches gilt, wenn der Anrufende von einer Telefonzelle anruft. Die Gesprächsgebühren werden regelmäßig vom Guthaben (Münzen, Telefonkarte) abgezogen und bei Verbrauch des Guthabens dem Teilnehmer mitgeteilt, dass er das Guthaben aufstocken muss, andernfalls wird das Gespräch abgebrochen.

### Freigabe der Sprachkanäle
Legt einer der beiden Teilnehmer auf, endet das Gespräch; die Verbindung wird „ausgelöst“.
Am Gesprächsende werden wieder „Charging-Records“ in der OVST des anrufenden Teilnehmers beziehungsweise „Accounting-Records“ an den Netzübergängen abgelegt mit den Teilnehmernummern und dem Endzeitpunkt des Gesprächs.
Mit dem Ende des Gesprächs werden auch die Sprachkanäle wieder freigegeben und die Teilnehmer als „frei“ vermerkt. Gegebenenfalls werden nun Sonderfunktionen ausgeführt; zum Beispiel wenn ein Teilnehmer „Rückruf bei besetzt“ aktiviert hat und in der Zwischenzeit ein Gesprächswunsch eines anderen Teilnehmers vorlag, versucht nun das Telefonnetz, dieses Gespräch wieder aufzubauen.

### Gebührenabrechnung
Die Gebührenabrechnung – in Fachkreisen Billing genannt – erfolgt meist offline.
Hierzu werden die Charging-Records aus den OVST regelmäßig an ein Abrechnungszentrum übertragen und dann aus den Gesprächsdaten (Rufnummer des angerufenen Teilnehmers, Gesprächsanfang und -ende, Art des Gesprächs) die Gebühren für den Teilnehmer berechnet.
Bei bestimmten Sonderfunktionen fallen nicht nur Gebühren für den anrufenden Teilnehmer an, sondern auch für den angerufenen Teilnehmer (zum Beispiel bei 0180-Nummern oder bei Rufumleitung). In diesem Fall werden auch für den angerufenen Teilnehmer „Charging-Records“ erzeugt, die ebenso wie die Gebühren des anrufenden Teilnehmers ausgewertet werden.
Auf gleiche Art und Weise werden die „Accounting-Records“ an den Netzübergängen an das Abrechnungszentrum übermittelt und aus den Teilnehmernummern, Gesprächsanfang und -ende und der Art des Gesprächs die Bereitstellungsgebühren ermittelt, die Telefongesellschaften untereinander für die Weiterleitung von Gesprächen in das andere Netz zu bezahlen haben.
Zu ungerechtfertigten Gebührenabrechnungen kann es kommen, wenn bei einzelnen Verbindungen Fälle von False Answer Supervision auftraten.

## Regelungen zu Gesprächsaufzeichnungen
In Callcenter werden Sprachaufzeichnungssysteme eingesetzt, um telefonisch abgeschlossene Verträge zu dokumentieren oder zur Qualitätssicherung, um die Mitarbeiter anhand ihrer Gespräche zu bewerten und zu schulen. Zum Teil dienen die Aufzeichnungen auch als Beleg gegenüber den Auftraggebern für erbrachte Leistung. Die Aufzeichnung ist je nach Gebiet nur erlaubt, wenn der Teilnehmer ausdrücklich zugestimmt hat.
Weitere Einsatzgebiete von Sprachaufzeichnungssystemen sind im Börsenhandel zwischen Börsenmaklern und Drohanrufaufzeichnung.
Der technische Vorgang zur Sprachaufzeichnung ist relativ simpel. In der Regel wird das Aufzeichnungsgerät parallel auf die Anschlussleitung des Endgeräts oder der Amtsleitung geschaltet. Das Audio-Signal wird dabei hochohmig abgegriffen und gespeichert. Moderne Systeme können analoge Signale, ISDN, proprietäre digitale Systemtelefonanschlüsse oder VoIP aufzeichnen.

### Deutschland
Das Aufzeichnen von Telefongesprächen ist in Deutschland grundsätzlich gemäß § 201 Abs. 1 Nr. 1 Strafgesetzbuch verboten und kann mit Freiheitsstrafe bis zu drei Jahren oder Geldstrafe geahndet werden. Nur unter ganz besonderen Bedingungen ist die Aufzeichnung ausnahmsweise gestattet; in der Regel bedarf es dazu der (ausdrücklichen) Zustimmung aller Gesprächsteilnehmer.
Allerdings gibt es auch Sonderfälle, in denen die Aufzeichnung gesetzlich verpflichtend ist. Darunter fallen die Notrufe der Behörden und Organisationen mit Sicherheitsaufgaben (BOS) 110 und 112 sowie der interne Funkverkehr, Flugsicherung, Leitstellen der Energieversorger (betriebsinterner Telefonverkehr) und Leitstellen der Bahnen (betriebsinterner Telefon- und Funkverkehr). Dies dient unter anderem der Rekonstruktion von Einsätzen bei Schadensfällen als auch als Hilfsmittel der Leitstellen-Mitarbeiter, um Missverständnisse auszuschließen und somit lebensbedrohliche Unfälle zu vermeiden und die Einsatzkräfte richtig einzuweisen und einzusetzen.
Manche sogenannte Telefonanrufbeantworter, die etwa in Österreich um 1985/1990 breiter auch bei Privaten für die Festnetzanschlüsse aufkamen und eine Kompaktkassette als Speichermedium aufwiesen, boten die Möglichkeit, auch bei einem persönlich angenommenen Gespräch durch manuellen Tastendruck die Aufzeichnung auf Band zu aktivieren.

### Österreich
In Österreich ist das Aufzeichnen von fremden Gesprächen (heimliches Belauschen) gemäß § 120 öStGB verboten. Im Unterschied zu Deutschland ist jedoch die Aufnahme von Gesprächen, an denen man selbst beteiligt ist, legal möglich, beispielsweise als Gedächtnisstütze. Die anderen Gesprächsteilnehmer müssen nicht informiert werden und auch wenn sie die Aufnahme explizit ablehnen, ist die Aufzeichnung legal.
Verboten wiederum ist, Dritten der Aufnahme zugänglich zu machen (insbesondere die Veröffentlichung), wenn nicht alle Teilnehmer zugestimmt haben. Das gilt auch vor Gericht, um beispielsweise die Existenz oder Bedingungen eines mündlich geschlossenen Vertrages zu beweisen. Stellt die Aufnahme jedoch ein relevantes, nicht anders zu ersetzendes Beweismittel dar (Beseitigung eines Beweisnotstands), sehen Gerichte im Sinne einer Notwehrsituation (vgl. OGH 19.10.1999, 4 Ob 247/99y) oder eines Rechtfertigungsgrundes des überwiegenden Interesses (Kodek in ÖJZ 2001,334ff) oft von der Strafbarkeit ab.

### Schweiz
In der Schweiz gelten Regelungen vergleichbar mit denen in Deutschland (s. o.). Sowohl das Abhören (heimliches Belauschen) von Gesprächen anderer als auch das Aufzeichnen von Gesprächen, an denen man selbst beteiligt ist, ist ohne Einverständnis aller beteiligten Gesprächsteilnehmer verboten.
Ausnahmen gelten für Notrufe bei Rettungsdiensten, aber insbesondere auch für Telefonate, die „Bestellungen, Aufträge, Reservationen und ähnliche Geschäftsvorfälle“ beinhalten.

### Liechtenstein
Da das Strafgesetzbuch von Liechtenstein dem österreichischen weitestgehend folgt und im Bezug auf Telefongespräche keine Abweichungen vorliegen, gelten dieselben Regelungen wie in Österreich (s. o.).

### Italien
Laut Kassationsgerichtshof sind aufgezeichnete Gespräche legal und können vor Gericht als Beweismittel verwendet werden, auch wenn die andere Partei nicht weiß, dass sie aufgezeichnet wurde, vorausgesetzt, die aufzeichnende Partei nimmt an dem Gespräch teil.

### Vereinigtes Königreich
Schottland hat eigene, wenngleich inhaltlich nicht unterschiedliche Regelungen wie England und Wales.
Das englische Gesetz verbietet allgemein das Abhören von Kommunikation durch Dritte, mit Ausnahmen für Regierungsbehörden. Die Aufzeichnung eines Telefongesprächs durch einen Gesprächsteilnehmer, ohne die anderen Gesprächsteilnehmer zu benachrichtigen, ist nicht verboten, solange die Aufzeichnung für den Eigengebrauch ist; die Aufzeichnung ohne Benachrichtigung ist verboten, wenn ein Teil des Inhalts einem Dritten zugänglich gemacht wird, insbesondere Veröffentlichung.
Ausnahmen gelten für Geschäftsbeziehungen, beispielsweise um mündlich geschlossene Verträge festzuhalten.

### Vereinigte Staaten
In den USA ist die Aufzeichnung von Gesprächen grundsätzlich verboten, wenn die Personen belauscht werden, d. h. die aufzeichnende Person ist nicht Teil des Gesprächs und die Kommunikation findet an einem Ort statt, an dem Privatsphäre erwartet werden kann. Andernfalls ist die Aufzeichnung abhängig vom Bundesstaat erlaubt, wenn mindestens ein Gesprächspartner sein Einverständnis dazu gibt, oder wenn mindestens eine Person von der Aufzeichnung Kenntnis hat, insbesondere wenn ein Gesprächspartner die Aufzeichnung selbst vornimmt oder veranlasst. Der Gesetzgeber begründet das damit, dass andere Personen ohnehin bewusst am Gespräch teilnehmen. Die Bundesstaaten werden in dieser Hinsicht in one-/single-party-consent states und two-party/all-parties-consent states unterschieden:

#### All-Parties-Consent States
Die Auflistung enthält Staaten, in denen für gängige Gründe (Beweismittelsicherung, Gedächtnisstütze) die Zustimmung und/oder Kenntnis aller Gesprächspartner erforderlich ist.
- Kalifornien
- Connecticut A
- Florida
- Hawaii B
- Illinois C
- Maryland
- Massachusetts D
- Montana E
- New Hampshire
- Pennsylvania
- Washington E
- Wisconsin F

#### Single-Party-Consent States
Die Auflistung enthält Staaten, in denen für gängige Gründe (Beweismittelsicherung, Gedächtnisstütze) die Zustimmung und/oder Kenntnis eines Gesprächspartner erforderlich ist.
Einige der Staaten erlauben an sogenannten öffentlichen Orten auch das heimliche Mitschneiden von Gesprächen anderer durch Unbeteiligte, nach dem Grundsatz, dass an öffentlichen Orten keine Privatsphäre erwartet werden kann.
- Alabama
- Alaska
- Arizona
- Arkansas
- North Carolina
- South Carolina
- Colorado
- Connecticut A
- North Dakota
- South Dakota
- Delaware
- District of Columbia +
- Georgia
- Hawaii
- Idaho
- Illinois A
- Indiana
- Iowa
- Kansas
- Kentucky
- Louisiana
- Maine
- Michigan G
- Minnesota
- Mississippi
- Missouri
- Nebraska
- Nevada
- New Jersey
- New Mexico
- New York
- Ohio
- Oklahoma
- Oregon A
- Rhode Island
- Tennessee
- Texas
- Utah
- Vermont
- Virginia
- West Virginia
- Wyoming

### Kanada
In Kanada ist auf dem gesamten Bundesgebiet die Aufzeichnung erlaubt, wenn ein Teilnehmer informiert ist bzw. die Aufnahme selbst veranlasst; es gelten im Grunde dieselben Regeln wie in einem one-party-consent state in den USA.